# Chambers Street (Manhattan)

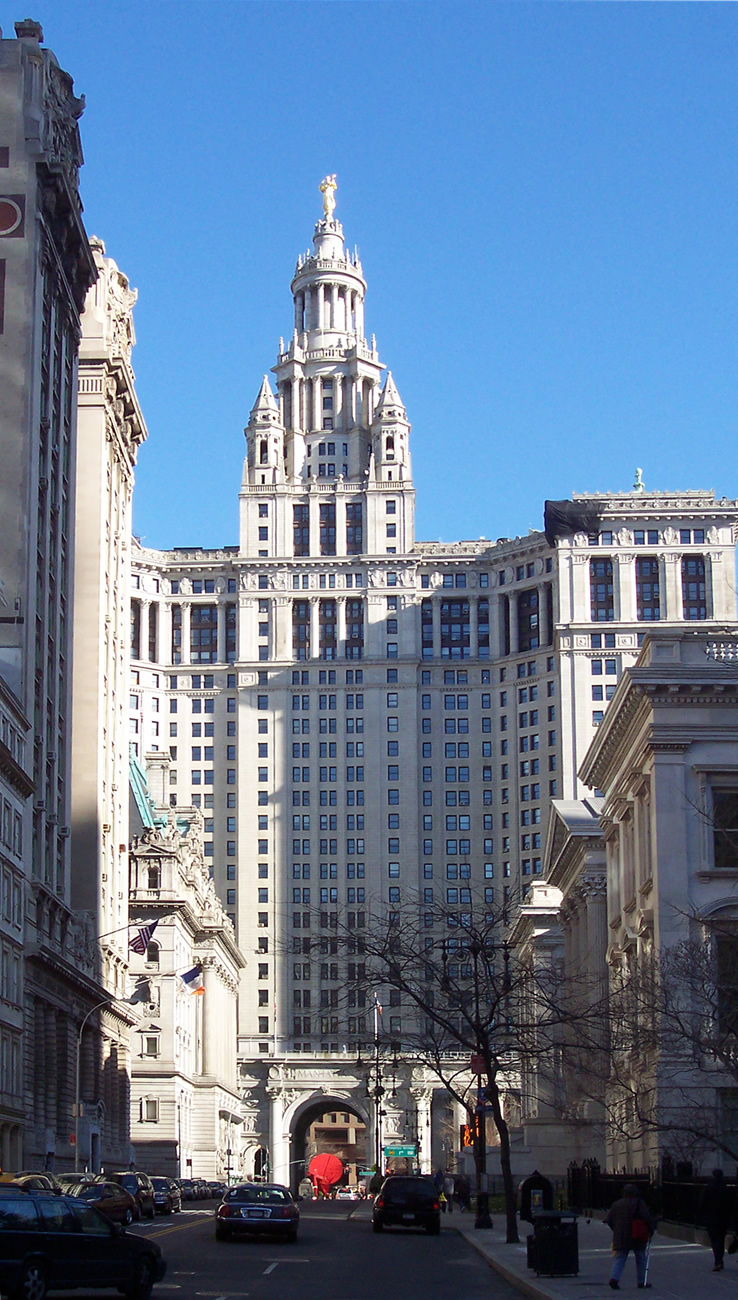
Das östliche Ende der Chambers Street mit dem Manhattan Municipal Building

Die Chambers Street ist eine Straße in Downtown Manhattan in New York City, USA. 

## Lage und Verlauf
Die Chambers Street verläuft von River Terrace (Battery Park City) im Westen, vorbei an der PS 234 (Independence School) und Stuyvesant High School zum Manhattan Municipal Building (Adresse: 1 Center Street) im Osten. Im frühen 20. Jahrhundert verlief die Straße noch weiter – durch den Torbogen des Manhattan Municipal Building. 
Zwischen Broadway und Centre Street bildet die Chambers Street die nördliche Grenze für Lower Manhattan, die Gegend um die New York City Hall und das Tweed Courthouse (gegenüber dem New York Surrogate's Court). Der Marble Palace (280 Broadway) liegt westlich hiervon und nördlich der Chambers Street.

## U-Bahn Haltestellen

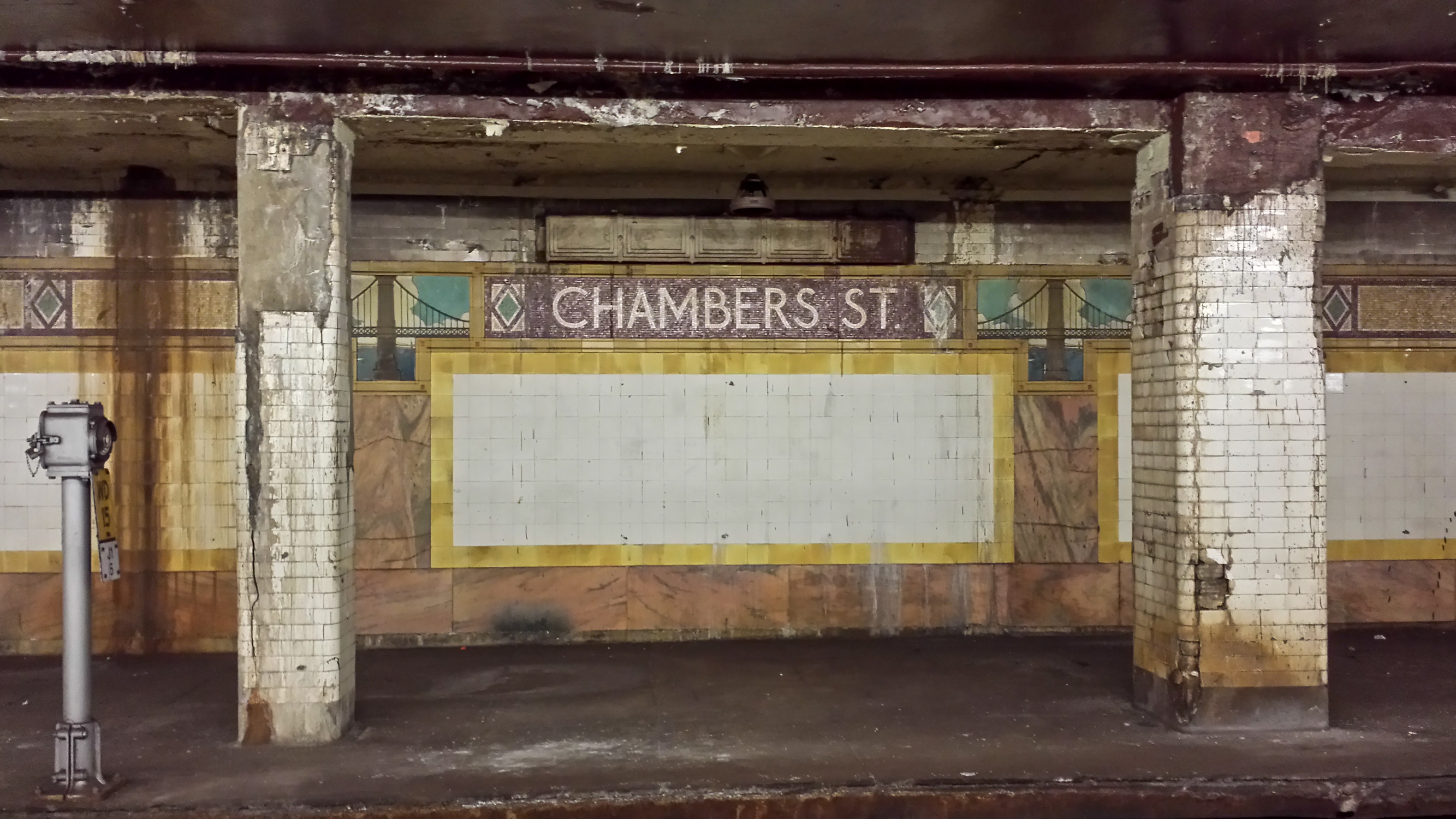
Ungenutzter Bahnsteig der Station Chambers Street an der BMT Nassau Street Line

Die New York City Subway hat U-Bahn-Stationen an drei verschiedenen Punkten in der Chambers Street:
- Chambers Street–World Trade Center (IND Eighth Avenue Line) an der Church Street ()
- Chambers Street (BMT Nassau Street Line) an der Centre Street ()
- Chambers Street (IRT Broadway – Seventh Avenue Line) am West Broadway ()

## Namensgeber
Die Chambers Street wurde nach John Chambers benannt, einem Anwalt und Richter und Gemeindemitglied der Trinity Church.